# Рамбуйе (город)
Рамбуйе (фр. Rambouillet) — город в департаменте Ивелин во Франции, в 45 км к юго-западу от Парижа. Население — 26 065 жителей.

## Достопримечательности
Лес близ города является официальным охотничьим угодьем. Главная достопримечательность — замок Рамбуйе (крепость) (с 1375), отреставрированный в XVIII—XIX веках. С конца XIX века (1896) место расположения летней резиденции президентов Франции. В Рамбуйе также находится национальная животноводческая ферма.